# Makana Baku
Makana Nsimba Baku (ur. 8 kwietnia 1998 w Moguncji) – niemiecki piłkarz kongijskiego pochodzenia, występujący na pozycji napastnika, od 2024 w greckim Altromitos (wcześniej Legia Warszawa)

## Kariera klubowa
Grę w piłkę nożną rozpoczął w młodzieżowej drużynie Mainz 05 z rodzinnej Moguncji. W sezonie 2015/16 grał na wypożyczeniu w SV Gonsenheim (Oberliga Rheinland-Pfalz/Saar), po czym powrócił do Mainz 05. W 2017 przeszedł do SG Sonnenhof Großaspach, a w 2019 do Holstein Kiel. W 2. Bundeslidze rozegrał 20 meczów i strzelił 4 bramki. Od 14 stycznia 2021 do 30 czerwca 2021 był wypożyczony do Warty Poznań. 13 lipca 2021 roku został piłkarzem tureckiego klubu Göztepe SK.
2 lipca 2022 roku ogłoszono jego dołączenie do Legii Warszawa, z którą związał się trzyletnim kontraktem. Zadebiutował 23 lipca 2022 roku w meczu z Zagłębiem Lubin wchodząc z ławki w 60. minucie. Swojego pierwszego gola w Legii strzelił 20 sierpnia 2023 roku w meczu z Koroną Kielce. 
15 stycznia 2024 został wypożyczony do końca sezonu 2023/2024 do greckiego klubu OFI 1925. Debiut zaliczył już 17 stycznia w meczu Pucharu Grecji przeciwko AE Kifisia. Baku wszedł z ławki po pierwszej połowie za Adriána Riera i grał do końca spotkania, które zakończyło się wynikiem 1:1. Z kolei pierwszy mecz w lidze greckiej zagrał 20 stycznia 2024 roku w ramach 19. kolejki z Panetolikosem GFS. Makana zagrał 58. minut tego spotkania, które zakończyło się wygraną OFI 1:0.
Pierwszego gola dla OFI strzelił 19 lutego 2024 roku w meczu 23. kolejki ligi greckiej przeciwko MGS Panserraikos. Dokonał tego w 79. minucie, a asystował mu Felipe Gallegos. Sam Makana w tym meczu asystował dwa razy. To spotkanie ostatecznie zakończyło się wynikiem 4:0 dla OFI 1925.
Po sezonie 2023/2024 wrócił z wypożyczenia do Legii Warszawa. 17 lipca 2024 nie został zgłoszony do rozgrywek Ekstraklasy, dostając wolną rękę w poszukiwaniu klubu od trenera Gonçalo Feio.

## Kariera reprezentacyjna
Występował w młodzieżowych reprezentacjach Niemiec w kategorii U-20 i U-21.

## Sukcesy

### Klubowe

#### Legia Warszawa
- Puchar Polski: 2022/2023[16]
- Superpuchar Polski: 2023[17]

## Życie prywatne
Urodził się w Moguncji w rodzinie kongijskich imigrantów, którzy osiedlili się w Niemczech w 1992. Jego dwaj bracia, bliźniak Ridle oraz starszy Kokolo, również zostali piłkarzami.